# 테리어견

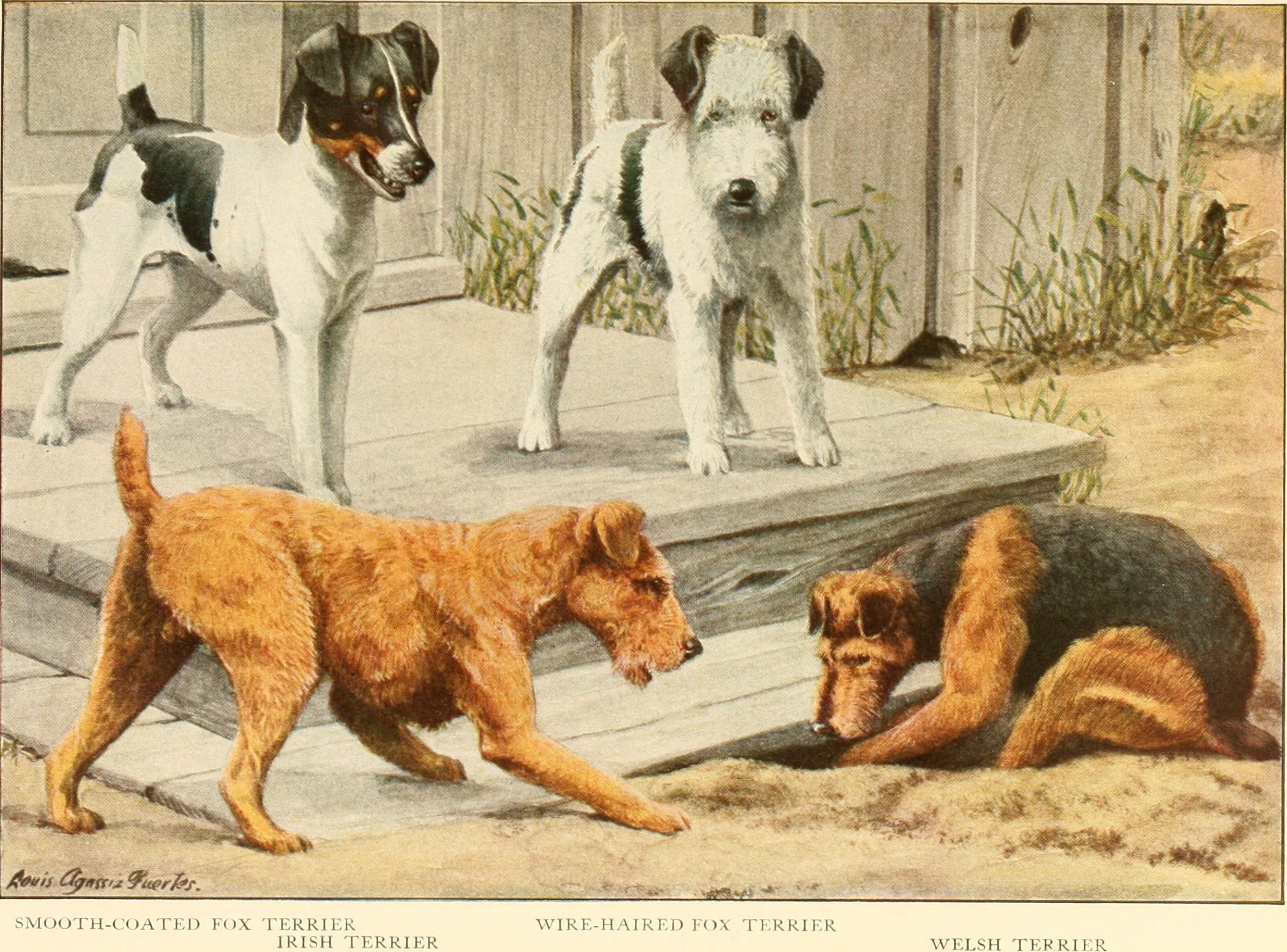
테리어 품종 몇 가지. 개에 관한 책: 인류의 가장 친한 친구에 대한 친밀한 연구, 1919년

테리어견(영어: Terrier)은 개의 종류이다. 오소리, 족제비 등 땅속에 사는 짐승을 사냥하기 위해 개량된 품종들이다. 길짐승 사냥개인 수렵견, 날짐승 사냥개인 조렵견과 함께 사냥개의 큰 세 갈래를 이룬다. 체격은 작지만 용감하고 체력이 우수하며, 매우 활발한 성격이다. 거의 대부분의 품종이 영국에서 개발되어 여우, 쥐, 오소리, 수달 등을 사냥했다.